# 阪和第一泉北病院
阪和第一泉北病院（はんわだいいちせんぼくせびょういん）は、医療法人錦秀会が大阪府堺市南区豊田に設置する病院。

## 診療科
- 内科[1]
- 整形外科[1]
- 皮膚科[1]
- 婦人科[1]
- 眼科[1]
- リハビリテーション科[1]
- 放射線科[1]
- 歯科[1]

## 医療機関の認定
- 保険医療機関[1]
- 労災保険指定病院[1]
- 生活保護法指定病院(中国残留邦人等の円滑な帰国の促進並びに永住帰国した中国残留邦人等及び特定配偶者の自立の支援に関する法律(平成6年法律第30号)に基づく指定医療機関を含む。)[1]
- 特定疾患治療研究事業委託医療機関[1]
- 原子爆弾被害者一般疾病医療取扱病院[1]
- 身体障害者福祉法指定医の配置されている医療機関[1]
- 公害医療機関[1]

## 交通アクセス
- 南海泉北線「泉ヶ丘駅」またはJR阪和線「津久野駅」より病院送迎バスを運行している[2]。
- 南海泉北線「泉ヶ丘駅」より徒歩25分

## 周辺
- 和泉小谷城跡
- (財)大阪府文化財センター
- (財)小谷城郷土館

## 系列病院
- 錦秀会グループ

- 阪和病院（医療法人錦秀会）
- 阪和住吉総合病院（医療法人錦秀会）
- 阪和記念病院（医療法人錦秀会）
- 阪和第二病院（医療法人錦秀会）
- 阪和第二住吉病院（医療法人錦秀会）
- 阪和第二泉北病院（医療法人錦秀会）
- 神出病院（医療法人聖和錦秀会）
- 阪本病院（医療法人聖和錦秀会）
- 阪和いずみ病院（医療法人聖和錦秀会）